# Jjamppong
La jjamppong (짬뽕?, 攙烹?, tchamppongMR) è una zuppa piccante con noodle della cucina sino-coreana.

## Preparazione
Il brodo, di pesce e maiale, è aromatizzato con peperoncino in polvere, dopodiché vengono aggiunti i noodle e diversi ingredienti tra cui cipolla, aglio, zucchine, carote, cavolo, calamari, frutti di mare e maiale.

## Varianti

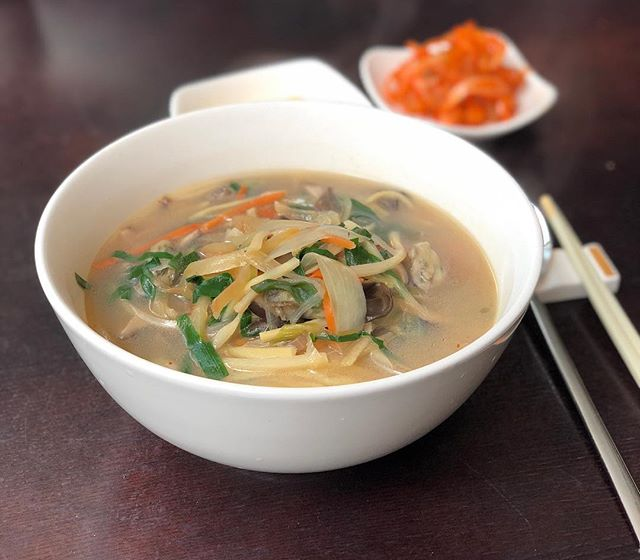
Gul jjamppong.

La samseong jjamppong (삼선짬뽕?) contiene più frutti di mare di una jjamppong tradizionale, mentre la gul jjamppong (굴짬뽕?), servita tipicamente in inverno, ha un brodo chiaro piccante e prevede l'aggiunta di ostriche. Nella ppyeo jjamppong (뼈짬뽕?) il brodo è preparato usando le ossa della spina dorsale del maiale, realizzando una fusione con il gamjatang. La gochu jjamppong (고추짬뽕?) è resa più piccante usando i peperoncini di Cheongyang.

## Consumo
La jjamppong, al pari dei jjajangmyeon, è comunemente servita nei ristoranti cinesi in Corea del Sud come piatto della cucina sino-coreana.

## Storia
Il piatto è una rivisitazione della chǎomǎmiàn (炒码面), una zuppa di noodle in brodo di ossa bianche tipica della cucina dello Hunan, mentre deve il suo nome alla chanpon (ちゃんぽん?), una ricetta sino-giapponese a sua volta ispirata al mènmiàn (焖面) preparato nel Fujian. Durante l'occupazione giapponese della Corea (1910-1945), i giapponesi cominciarono a chiamare "chanpon" la chǎomǎmiàn servita nei ristoranti cinesi locali perché l'aspetto dei due piatti era simile; la parola "chanpon" venne poi adattata alla fonetica coreana divenendo "jjamppong". Nel 1983, il Ministero dell'istruzione, della cultura, degli sport, della scienza e della tecnologia sudcoreano le diede il nome di "chomamyeon" (초마면?) per eliminare i legami con la lingua giapponese.
Diversamente dalla chǎomǎmiàn, la jjamppong non usa il maiale bollito e le ossa di pollo per preparare il brodo, ma li sostituisce con pesce e frutti di mare saltati in padella e verdure, il tutto insaporito con il peperoncino in polvere e l'olio al peperoncino, una variante che, secondo una ricerca giapponese, è stata introdotta a Incheon tra la metà e la fine degli anni Settanta. Inizialmente, la jjamppong veniva resa piccante non con il peperoncino in polvere, ma aggiungendo i peperoncini essiccati tagliati e fritti.